# Feira Internacional do Livro de Buenos Aires

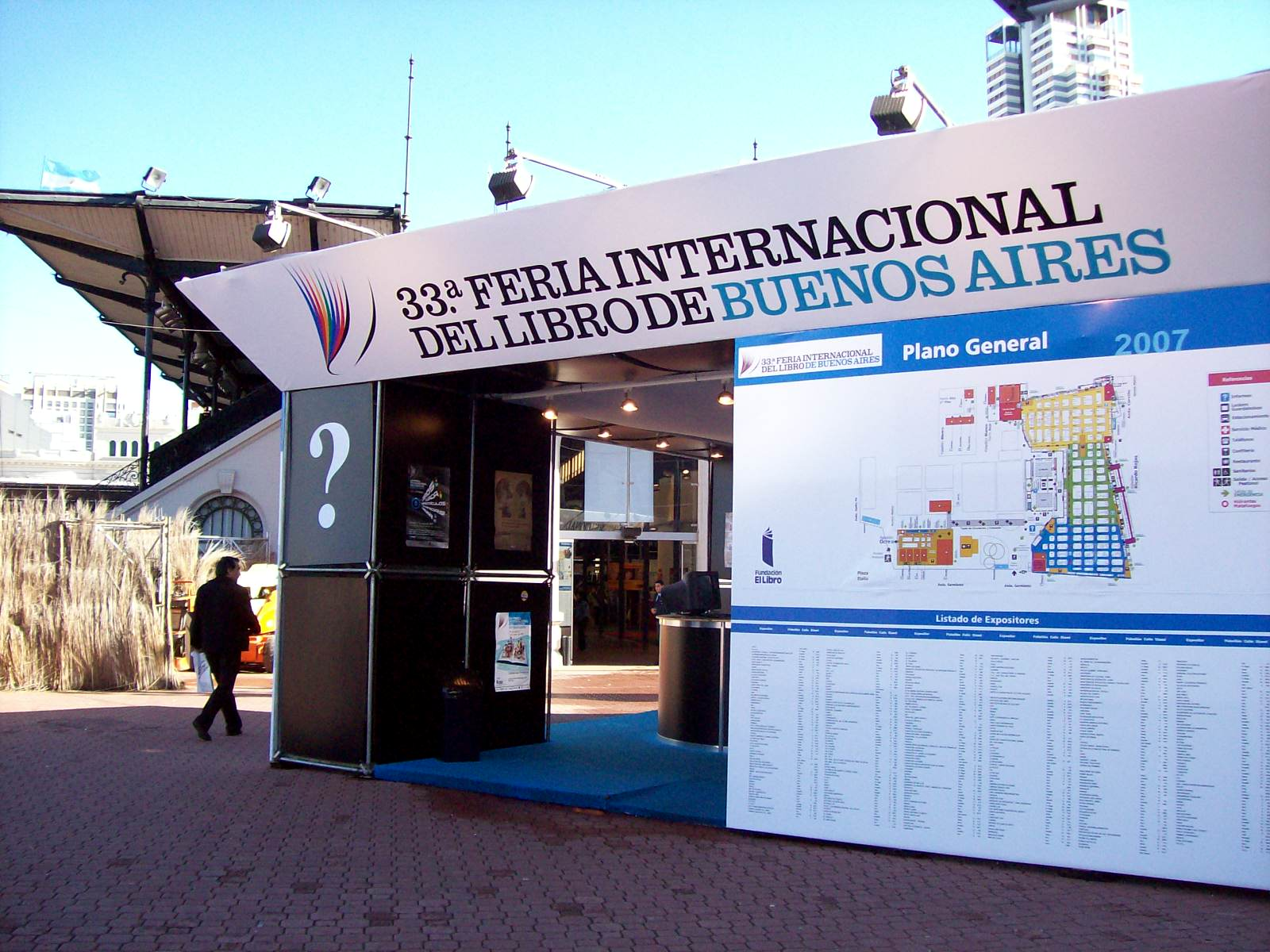
Entrada da Feira

A Feira Internacional do Livro de Buenos Aires (em espanhol Feria Internacional del Libro de Buenos Aires) ocorre no mês de abril na cidade de Buenos Aires, capital da Argentina, e é uma das cinco maiores feiras do livro do mundo, além de um importante evento cultural e editorial da América Latina.
A Feira é organizada pela Fundación El Libro, uma organização sem fins lucrativos da Sociedade Argentina de Escritores (SADE), sendo realizada desde março de 1975. Todos os anos, atrai cerca de um milhão de visitantes, dentre argentinos e estrangeiros.

## Visitantes famosos
- Brian Aldiss
- Isabel Allende
- Paul Auster
- Adolfo Bioy Casares
- Jorge Luís Borges
- Ray Bradbury
- Paulo Coelho
- Robin Cook
- Laura Esquivel
- Doris Lessing
- José Mauro de Vasconcelos
- Manuel Mujica Láinez
- Carlo Rubbia
- Ernesto Sabato
- José Saramago
- Wilbur Smith
- Susan Sontag
- Mario Vargas Llosa
- Tom Wolfe
- Muhammad Yunus